# STS-55
إس تي إس-55 (بالإنجليزية: STS-55)‏ الرحلة الخامسة والخمسون ضمن برنامج مكوك الفضاء لوكالة ناسا، والرحلة الرابعة عشر على متن مكوك الفضاء كولومبيا، انطلقت الرحلة في 26 أبريل 1993 من مركز كينيدي للفضاء ، وهبطت بتاريخ 6 مايو في قاعدة إدواردز الجوية، بعد عشرة أيام مكثتها الرحلة في الفضاء، هدف الرحلة إجرآء تجارب علمية في مجال الأحياء بالتعاون بين أحد عشر بلداً، بلغ عدد الرواد المشاركين في الرحلة سبعة رواد من بينهم رائدي فضاء ألمان.